# Поверхневі води України
Поверхневі води України – поверхневі води на території України — річки, канали, озера, лимани, водосховища, болота. Провідна роль у загальному обігу вологи, задоволенні потреб господарства та населення прісною водою належить річкам. В Україні налічується більш як 4 тис. річок довжиною понад 10 км, з них 117 — понад 100 км. На 1 км² території припадає 0,25 км річок.

## Басейни
- Майже вся територія України (98 %) належить до Азово-Чорноморського басейну, який поділяють на суббасейни 1:
  - Басейн Дніпра.
  - Басейн Дністра.
  - Басейн Дунаю (Тиса, Серет, Прут).
  - Річки між Прутом і Дністром.
  - Річки між Дністром і Південним Бугом.
  - Басейн Південного Бугу.
  - Річки Кримського півострова.
  - Річки між Дніпром та Доном.
  - Басейн Сіверського Дінця.

- До басейну Балтійського моря (або р. Вісла) належать річки Західний Буг, Сян і їх притоки.

## Річки
Більшість річок належать до рівнинного типу і живляться в основному талими водами. Вони мають високу повінь навесні, міліють улітку. Гірські річки Карпат і Криму мають дощове живлення. У холодні зими більшість річок замерзають. Льодостав триває 2–3 місяці.

## Озера
Озер на території країни близько 20 тис., у тому числі понад 7 тис. площею від 0,1 км² і більше, 43 – площею від 10 км² і більше. Великі озера зосереджені в плавнях Дунаю. Багато озер і закритих лиманів є на узбережжі Чорного та Азовського морів. Озера України різні за походженням. Найбільші карстові, що утворилися при розчиненні крейди водою, – Шацькі озера на Волині. Серед них найглибше – оз. Світязь (максимальна глибина 58,4 м).
Багато в Україні заплавних озер, які утворилися в результаті меандрування та зміни річищ річок. Такі озера є вздовж Десни та Прип'яті. На півдні багато лиманних озер, найбільші серед них – Ялпуг і Сасик (Кундук). Серед загатних озер наймальовничішим вважається Синевир (Закарпатська обл.), яке утворилося внаслідок загачування долини р. Теребля гірськими породами під час землетрусу.
На території Кримського півострова трапляються реліктові озера (залишки давнього морського басейну) – Сасик, Донузлав – із солоністю води понад 90 ‰.